# NGC 2474
NGC 2474 est une galaxie elliptique située dans la constellation du Lynx. NGC 2474 a été découverte par l'astronome germano-britannique William Herschel en 1790.

## Caractéristiques
Sa vitesse par rapport au fond diffus cosmologique est de 5 740 ± 35 km/s, ce qui correspond à une distance de Hubble de 84,7 ± 6,0 Mpc (∼276 millions d'al).

## Paire de galaxies
NGC 2474 et NGC 2475 forment une paire de galaxies,,, qui sont en interaction gravitationnelle car elles sont à la même distance de la Voie lactée et côte-à-côte sur la sphère céleste.
Note : Steinicke a inversé les dimensions apparentes de NGC 2474 et de NGC 2475 auxquels il attribue un diamètre angulaire de 0,8′ et de 0,6′ respectivement. Il est évident sur la photo de cette paire de galaxie que NGC 2475 est la plus grosse des deux.